# Zbigniew Domino
Zbigniew Franciszek Domino (ur. 21 grudnia 1929 w Kielnarowej, zm. 11 czerwca 2019 w Rzeszowie) – pułkownik ludowego Wojska Polskiego, prokurator Naczelnej Prokuratury Wojskowej w czasach stalinizmu, pisarz.

## Życiorys
Syn Stanisława i Antoniny. W lutym 1940 został wywieziony z rodzicami i młodszym bratem Tadeuszem z Podola w głąb ZSRR do nieistniejącej obecnie osady Kalucze w tajdze nad Pojmą (dopływem Biriusy) na wschodzie Kraju Krasnojarskiego (w okolicy Kańska), przy granicy z obwodem irkuckim. Zmarła tam w tym samym roku jego matka, ojciec wstąpił w maju 1943 do 1 DP. Zbigniew Domino przebywał później w Kajenie w tym samym rejonie. Wrócił do kraju w czerwcu 1946 i osiadł na Ziemiach Odzyskanych. Należał do Związku Walki Młodych i Związku Młodzieży Polskiej. Od 1949 należał do PZPR.
W 1949 ukończył jako prymus Oficerską Szkołę Prawniczą w Jeleniej Górze. W 1950 mianowany został oficerem śledczym Wojskowej Prokuratury Rejonowej w Poznaniu. Oddelegowany do pracy w Naczelnej Prokuraturze Wojskowej, prokurator NPW w latach 1952 i 1954–1959, sekretarz tzw. komisji Mazura w latach 1956–1957. Zasadnicza część „raportu komisji Mazura” dotycząca odpowiedzialności oficerów śledczych z Głównego Zarządu Informacji Wojska Polskiego oparta została na „Notatce w sprawie nadużyć w śledztwie w organach Informacji” sporządzonej przez mjr. Zbigniewa Domino i opublikowanej w „Zeszytach Historycznych” w Paryżu w 1984 roku, tj. 15 lat przed ujawnieniem raportu komisji Mazura przez Gazetę Wyborczą (22.01.1999).
W latach 1959–1963 pracownik prokuratur Marynarki Wojennej. W 1967 mianowany szefem Wydziału ds. Szczególnej Wagi Naczelnej Prokuratury Wojskowej, później awansowany na szefa Oddziału V NPW ds. Zleconych. Prokurator Wojskowej Prokuratury Garnizonowej w Rzeszowie, w latach 1973–1975 oficer do zleceń specjalnych Głównego Zarządu Politycznego WP. Eksternistyczne studia z prawa karnego: magisterskie (Uniwersytet im. Adama Mickiewicza w Poznaniu 1950, Uniwersytet Warszawski 1958) oraz doktoranckie (Uniwersytet Mikołaja Kopernika w Toruniu 1967).
W latach 1980–1985 i 1989–1990 radca ambasady PRL w Moskwie. Od 27 października 1986 do 19 czerwca 1989 był zastępcą kierownika Wydziału Kultury Komitetu Centralnego PZPR. 12 czerwca 1986 został członkiem II kadencji Narodowej Rady Kultury.
Prozaik, reportażysta, autor powieści, zbiorów opowiadań. Jego książki przetłumaczono na ukraiński, rosyjski, francuski, bułgarski, słowacki, białoruski, kazachski, gruziński. Laureat m.in. Nagrody Literackiej im. Władysława St. Reymonta, Literackiej Nagrody Ukraińskiej Fundacji Kultury im. Wołodymyra Wynnyczenki, Nagrody Miasta Rzeszowa (2003).
W 2011 roku Janusz Zaorski wyreżyserował Syberiadę polską na podstawie najbardziej znanej książki Zbigniewa Domino.
Członek Związku Literatów Polskich. W latach 1970. był przez dwie kadencje przewodniczącym zarządu oddziału ZLP w Rzeszowie.
Zamieszkał w Rzeszowie. Był współwłaścicielem dworku (rządcówki) w Kielnarowej, który od 1904 pozostaje w rękach jego rodziny. Domagał się przywrócenia w Rzeszowie zniesionej w latach 90. XX w. ulicy Anieli Krzywoń, młodej sybiraczki z Kańska poległej w bitwie pod Lenino. Pochowany na cmentarzu Wilkowyja w Rzeszowie.

## Twórczość
- Pragnienia
- Błędne ognie (1974)
- Brama niebiańskiego spokoju (1987)
- Bukowa polana (1989)
- Młode ciemności (1969)
- Cedrowe orzechy: Opowiadania syberyjskie (1974)
- Czas do domu chłopaki (1979)
- Noc na kwaterze
- Notatki spod błękitnej flagi
- Psy
- Pszenicznowłosa
- Sztorm (1975)
- Wicher szalejący (1979)
- Za rok, za dzień (1981)
- Syberiada polska (2001)
- Czas kukułczych gniazd (2004)
- Tajga (2007)
- Kraina Smoka. Chiny wczorajsze, Chiny dzisiejsze (2008)
- Młode Ciemności (2012)
- Cedrowe orzechy (2014)
- Zaklęty krąg (2017)
- Sybiraczka (2019)

## Odznaczenia i ordery
- Krzyż Kawalerski Orderu Odrodzenia Polski[13]
- Złoty Krzyż Zasługi
- Srebrny Krzyż Zasługi
- Brązowy Krzyż Zasługi
- Krzyż Zesłańców Sybiru (2005), odznaczony przez Prezydenta RP Aleksandra Kwaśniewskiego.
- Odznaka „Zasłużony Działacz Kultury” (1972)[14]
- Złota Odznaka "Zasłużonego Działacza Zrzeszenia Prawników Polskich (1973)[15]
- Order Księcia Jarosława Mądrego V klasy (Ukraina, 2006)[16]